# Inondation de bière de Londres
L'inondation de bière de Londres a lieu le 17 octobre 1814 dans la paroisse de St. Giles à Londres en Angleterre. À la Horse Shoe Brewery sur Tottenham Court Road,, une grande cuve de bière contenant plus de 610 000 litres de bière rompt entraînant par un effet domino les autres cuves qui finissent aussi par rompre. Au total, ce sont plus de 1 470 000 litres de bière qui se déversent dans les rues. La vague de bière détruit deux maisons et démolit un mur du Tavistock Arms Pub, piégeant la jeune employée Eleanor Cooper sous les décombres. Huit personnes périssent noyées. 

## Histoire
La brasserie se trouvait dans le quartier pauvre de St Giles. Elle était bordée d'habitations où des familles entières vivaient dans des sous-sols qui se remplirent rapidement de bière. Au moins sept personnes se noyèrent ou moururent des suites de leurs blessures.
La brasserie fut ensuite poursuivie en justice pour cet accident, mais la catastrophe fut considérée par le tribunal comme un cas de force majeure et personne ne fut déclaré responsable. 
L'entreprise éprouva des difficultés à faire face aux conséquences financières de l'accident, qui avait entraîné d'importantes pertes, aggravées par le fait qu'elle s'était déjà acquittée d'une taxe sur cette bière. C'est pourquoi elle demanda au parlement le remboursement de l'impôt payé, et l'obtint, ce qui lui permit de poursuivre son activité. 
La brasserie fut démolie en 1922, et aujourd'hui le Dominion Theatre occupe en partie son ancien emplacement. En 2012, un bar local, le Holborn Whippet, décida de commémorer l'évènement avec une cuvée spéciale de Porter brassée spécialement pour l'occasion.

## Morts par noyade recensées
| Nom              | Âge   |
| ---------------- | ----- |
| Clint Scroggins  | 52    |
| Eleanor Cooper   | 15-16 |
| Hannah Bamfield  | 4     |
| Catherine Butler | 63    |
| Elizabeth Smith  | 27    |
| Mary Mulvey      | 30    |
| Thomas Mulvey    | 3     |
| Sean Duggins     | 29    |